# Dominic McLaughlin
Dominic McLaughlin je skotský herec, který ztvární Harryho Pottera v připravovaném televizním seriálu o Harrym Potterovi, který se bude natáčet nejméně deset let a bude založen na sedmi knihách.
Pro roli byl vybrán z otevřeného castingu, který hledal obsazení pro 3 hlavní dětské role – Harryho Pottera, Rona Weasley a Hermiony Grangerové. Celkem se zúčastnilo více než 30 000 dětí. Do role Rona byl obsazen Alastair Stout, do role Hermiony Arabella Stanton.

## Kariéra
Svou kariéru zahájil na Performance Academy Scotland, kde studuje od roku 2020. Dříve než získal roli Harryho Pottera ve stejnojmenné seriálové adaptaci populární knižní série, zahrál si roli Olivera Gregoryho v komediálním filmu Grow, který má být uveden v roce 2025. Ve snímku se objevil také Nick Frost, který bude obsazen do role Rubeuse Hagrida. Hrál také roli Martina v dobrodružném seriálu BBC Gifted, adaptaci románů Marilyn Kaye o skotských teenagerech se superschopnostmi, který se natáčel v Edinburghu a Glasgow a jehož premiéra je plánována na rok 2025. McLaughlin si navíc zahrál také v inscenaci Macbetha v Royal Highland Centre v Edinburghu po boku Ralpha Fiennese a Indiry Varmy.
Herec se na roli Harryho Pottera ucházel koncem roku 2024 poté, co od září 2024 do listopadu 2024 probíhal otevřený casting. Do dubna 2025 musel mít 9, 10 nebo 11 let. Jeho nominace na roli byla oznámena 27. května 2025.